# Diloro Iskandarowa
Diloro Mukadasowna Iskandarowa (tadż. Дилоро Муқаддасовна Искандарова, ros. Дилоро Мукаддасовна Искандарова; ur. 14 kwietnia 1960 w Duszanbe) – tadżycka orientalistka, iranistka i rusycystka.

## Życiorys
W 1977 roku ukończyła Leningradzki Uniwersytet Państwowy imienia Andrieja Żdanowa. W latach 1982–1983  pracowała jako starsza laborantka zakładu języków w Instytucie Orientalistyki Akademii Nauk Tadżyckiej SRR. W 1982 roku przeniosła się do Instytutu Orientalistyki Akademii Nauk ZSRR w Moskwie, gdzie w 1994 obroniła rozprawę kandydacką, przygotowaną pod kierunkiem Michaiła Andronowa. W latach 1993–1997 pracowała na Tadżyckim Uniwersytecie Narodowym. Od roku 1997 wykłada na Słowiańskim Uniwersytecie Tadżycko-Rosyjskim. Habilitowała się w roku 1997, tytuł profesora uzyskała w roku 2009 i w tymże roku została kierowniczką Katedry Językoznawstwa teoretycznego i stosowanego. Specjalizuje się w zakresie leksykografii i lingwistyki stosowanej języków tadżyckiego, rosyjskiego, angielskiego i telugu. Jest autorką 3 monografii, 4 słowników, kilku chrestomatii i ponad 40 artykułów, opublikowanych w Rosji, Tadżykistanie i Stanach Zjednoczonych.

## Wybrane publikacje
- Краткий таджикско-русский и русско-таджикский учебный словарь (в соавторстве) — Душанбе, 2001;
- Лугати мухтасари мавзуии таълимии точики-руси (в соавторстве). — Душанбе, 2002;
- Краткий русско-таджикский тематический учебный словарь (в соавторстве). — Душанбе, 2002;
- Русско-таджикский словарь. — Душанбе, 2005;
- Хрестоматия по теоретическому и прикладному языкознанию. — Душанбе, 2005;
- Сравнительно-историческое языкознание: учебное пособие. Рабочая тетрадь. — Душанбе, 2009;
- Сравнительно-историческое языкознание: учебное пособие. Хрестоматия. — Душанбе, 2009;
- Классическая филология: учебное пособие. — Душанбе, 2009.